# Liu Xianbin
Liu Xianbin, né le 25 août ou 2 octobre 1968, originaire de Suining, province du Sichuan, en République populaire de Chine, est un militant des droits de l'Homme, organisateur du Parti de la démocratie en Chine, écrivain et signataire de la Charte 08.

## Biographie
À la suite des manifestations de la place Tian'anmen en 1989, Liu Xianbin est arrêté deux ans plus tard en 1992 et inculpé de « propagande contre-révolutionnaire » pour des affiches qu'il a réalisées appelant le gouvernement à stopper la répression. Il est envoyé en prison pendant deux ans et demi,.
En mars 1998, Liu a écrit une lettre ouverte au Neuvième Congrès national du peuple, demandant l'amélioration des droits de l'homme. La même année, le Parti de la démocratie chinoise a été fondé et Liu Xianbin  a établi la branche du Sichuan dans la capitale de la province du sud-ouest, Chengdu. En 1999, pour avoir aidé à créer le Parti de la démocratie chinois, il a été condamné à treize ans de prison et trois ans de privation des droits politiques après sa libération. Il est libéré le 6 novembre 2008, pour bonne conduite, après neuf ans de prison.
En 2008, Liu Xianbin est un des 303 signataires de la charte 08, dont l'un des auteurs principaux est Liu Xiaobo,.
En juin 2010 il est de nouveau arrêté et incarcéré dans une prison de Suining, au Sichuan. La police a interrogé Liu Xianbin sur son soutien envers d’autres militants pour la démocratie et défenseurs des droits humains, parmi lesquels Chen Yunfei. Il est accusé d’incitation à la subversion du pouvoir de l’Etat pour ses écrits engagés sur les manifestations de Tiananmen en 1989 et l’attribution du prix Nobel de la paix à son compatriote Liu Xiaobo. Il est condamné à dix ans de prison.
Le 14 septembre 2011, la fille adolescente de Liu a réussi à fuir la Chine et s'est réfugiée aux États-Unis, où elle vit depuis.